# Assassin
Jeffrey Campbell (n. Kingston, Jamaica, 22 de diciembre de 1982), más conocido como Assassin es un Dj y artista de dancehall.

## Biografía
Campbell creció en Kintyre, Saint Andrew antes de trasladarse a Kingston. Su carrera comenzó en 1999 cuando sus letras fueron grabadas por Spragga Benz como "Shotta"; Pronto comenzó a grabar por sí mismo, publicando su primer sencillo en 2000. Él ganó el sobrenombre de 'Assassin' mientras estaba en el High School Camperdown.
Él firmó con VP Records, y publicó dos álbumes para la disquera antes de ser fichado por Boardhouse Records, del cual es copropietario y comenzó en 2008. Su segundo álbum Gully Sit'n, fue descrito como una "celebración de vida en el gueto".

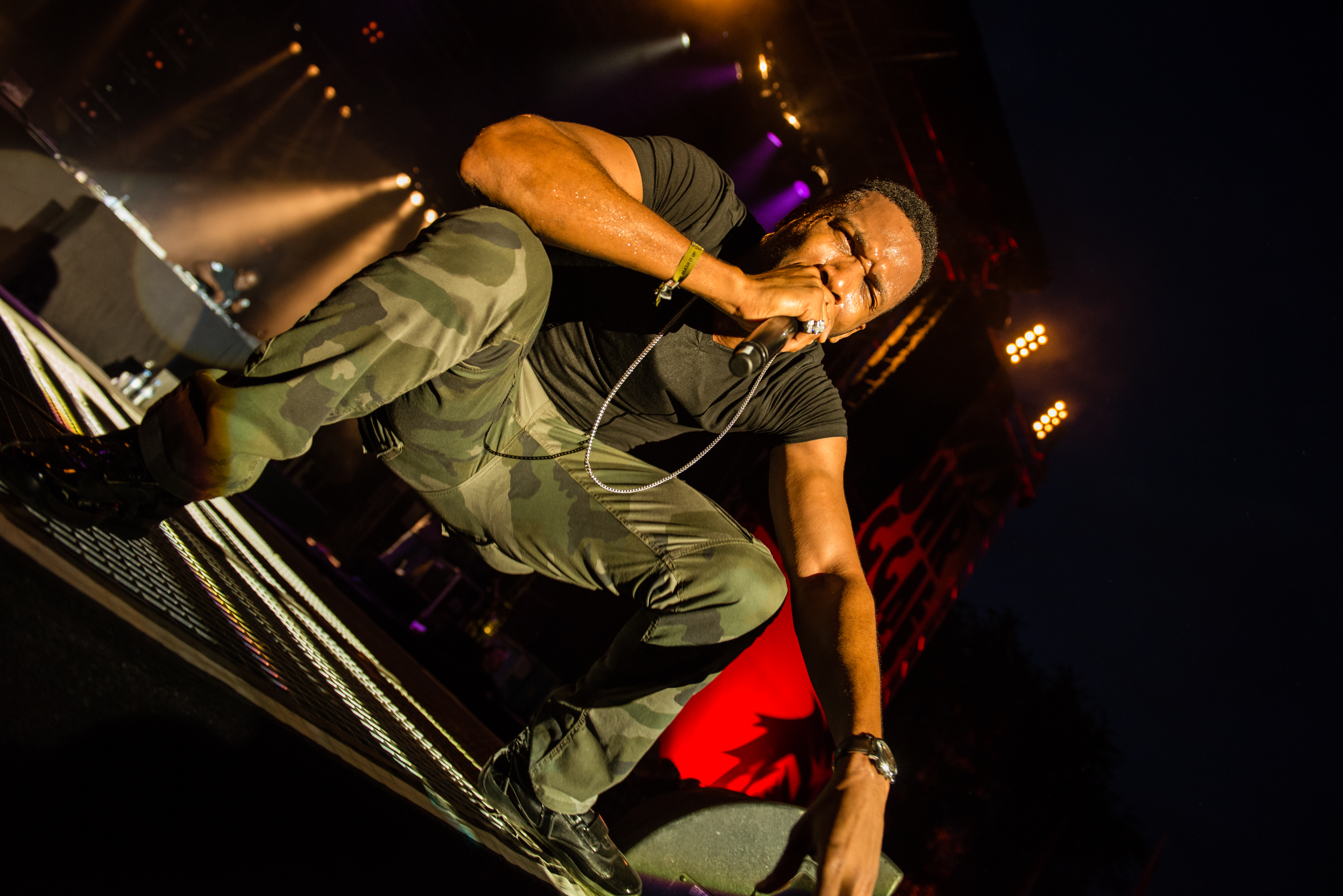
Agent Sasco en el Ruhr Reggae Summer de 2014

A mediados de 2000, él comenzó un título basado en Dirección de Empresas en internet en la Universidad de Sunderland. Él comenzó usando el nombre artístico 'Agent Sasco' ya que tiene más factibilidad de búsqueda que 'Assassin'. His single "Talk How Mi Feel" reached number one on the Jamaica Countdown Chart in June 2011.
En 2013, fue incluido en la canción «I'm in It» por el cantante Kanye West en su sexto álbum, Yeezus.
En febrero de 2015, Assassin fue incluido en la canción «The Blacker the Berry» de Kendrick Lamar

## Discografía
- 2005: Infiltration
- 2007: Gully Sit'n